# Teratosoma longipes
Teratosoma longipes är en skalbaggsart som beskrevs av George Lewis 1885. Teratosoma longipes ingår i släktet Teratosoma och familjen stumpbaggar. Inga underarter finns listade i Catalogue of Life.